# Eugène Gugenheim
Pour les articles homonymes, voir Gugenheim.
Eugène Emmanuel Gugenheim, né le 4 avril 1857 à Paris où il est mort le 21 décembre 1923, est un dramaturge, journaliste et administrateur français.

## Biographie
Gugenheim a débuté dans la carrière littéraire par des vaudevilles, avant de produire des comédies dramatiques. Après s’être occupé activement de théâtre, il est entré comme courriériste au Gil Blas, et après de brillants débuts dans ce journal, il a aussi tenu la critique dramatique au Pays, ainsi qu’à l’Autorité, dont il a été critique dramatique pendant plus de vingt ans.
Il a fait jouer avec succès des pièces comme, soit seul, soit avec des collaborateurs Georges Le Faure, Henri Cermoise, Paul Cressonnois, Jassaud, etc. : Sainte Russie, Les Deux Nids, Nourrice sur lieux, Plazza de toros, Popote, Le Mariage de César, Ninouche, Les Tripoteurs, Au Dahomey, Moineau franc, Jean La Cocarde, Les Surprises du Kodak, L’Épave, etc., qui, toutes, ont connu une carrière brillante, soit à Cluny, soit à l’Ambigu, à la Porte-Saint-Martin, au Gymnase, dont il présidait le Conseil d’administration, en même temps que ceux des Bouffes et du Palais-Royal et du théâtre Sarah-Bernhardt.
Le cinéma devait tenter cet esprit curieux et perspicace. Ayant compris, l’un des premiers, l’importance du cinéma et la place que les écrivains pouvaient y prendre, il a été l’un des principaux artisans du développement de l’industrie cinématographique française, fondant et dirigeant, avec Pierre Decourcelle, la Société cinématographique des Auteurs et Gens de Lettres (SCAGL), la première firme cinématographique qui ait essayé de faire aux auteurs une place sur l’écran, et grâce à laquelle les auteurs de films ont touché pour la première fois des droits, grâce à son idée d’amener à l’art muet les auteurs et de leur demander soit des scénarios directement écrits pour être tournés, soit de laisser adapter pour le cinéma leurs romans ou leurs pièces. Ainsi la SCAGL a-t-elle été, entre ses mains et celles de son associé, un organe puissant de diffusion de la pensée française par l’écran.
Il a ensuite largement étendu son action à tous les domaines du septième art, présidant la puissante Société Cinéma Exploitation. Menant de front les affaires et le théâtre, il n’avait pas abandonné le théâtre et présidait les conseils d’administration du Gymnase, du Palais-Royal et des Bouffes-Parisiens. Membre de nombreuses associations, de presse littéraires et théâtrales, il faisait partie de la Société des Gens de Lettres, de la presse théâtrale et de toutes les grandes Associations de presse. Il était également chevalier de la Légion d’honneur. « Gug », ainsi qu’il était familièrement appelé, a été inhumé au cimetière Montmartre.

## Œuvres
- Jean la Cocarde, pièce en cinq actes, 1902.
- Les Deux Nids, comédie-bouffe, 1889.
- Nouvelles aventures. Cœur de soldat..., avec Georges Le Faure, 1894.
- Au Dahomey, pièce en cinq actes et dix tableaux, avec François Oswald, 1893.
- Les Surprises du Kodak, comédie en 1 acte, avec Lucien Cressonnois, Paris, théâtre du Gymnase, 28 mars 1903, 1903.
- L’Épave, pièce en 5 actes, avec Georges Le Faure, théâtre du Gymnase, 1903.
- Sainte-Russie, drame en 5 actes, théâtre du Château-d’Eau, 1891.
- Nourrices sur lieux, comédie en 1 acte, avec Henri Cermoise, 1889.
- Au Dahomey, pièce en 5 actes et 10 tableaux, par M. ["sic"] Oswald, Gugenheim et Le Faure. [Paris, Porte-Saint-Martin, 10 décembre 1892.], Georges Le Faure, 1893.
- Cinq mois au Soudan grande pantomime militaire en quatre étapes, 1891.
- Cinq mois du Soudan, grande pantomime militaire en quatre étapes, avec G. Le Faure.
- Arènes du Bois de Boulogne.
- Les Deux Nids, comédie bouffe en 3 actes, avec Henri Cermoise, Paris, Déjazet, 23 mai 1889, 1889.
- Cœur de soldat, avec Georges Le Faure, 1895.
- La Chanson du soldat ronde russe, chantée par Mlle Boulanger, MM. Clot & Lagrange dans "Sainte-Russie", pièce à grand spectacle en cinq actes et dix tableaux, 1891.
- Ninoche, saynète en 1 acte, avec Georges Le Faure, musique de Paul Cressonnais, Paris, Cluny, 28 novembre 1892, avec Georges Le Faure, 1893.
- Moineau franc, drame en 5 actes, avec Georges Le Faure, 1900.
- La Maison de Temperley, pièce en 5 actes, d’après Arthur Conan Doyle.
- Plazza de toros.
- Popote.
- Le Mariage de César.
- Ninouche.
- Les Tripoteurs.

## Réception
« Tout le monde, à Paris, goûtait en lui un homme d’esprit délicat, mieux, un homme de cœur. »

« Tout le monde aimait cet homme au cœur excellent. »